# Baçorá (distrito)
O distrito de Baçorá (em árabe: قضاء البصرة) é um distrito da província de Baçorá, no Iraque. A sua capital é Baçorá.